# Эпоха гражданских войн в Норвегии
Эпоха гражданских войн в Норвегии (норв. borgerkrigstida) — период между 1130 и 1240 годами в истории Норвегии, в ходе которого неоднократно сходились в боях претенденты на норвежский трон. Причины войн представляют собой одну из самых обсуждаемых тем средневековой истории Норвегии. Отправной точкой эпохи войн стала смерть короля Сигурда I Крестоносца в 1130 году. После этого вокруг его многочисленных родственников стали складываться союзы, боровшиеся за власть. В итоге, к концу XII в. образовались две враждующие партии, известные как биркебейнеры и баглеры. После примирения этих двух партий в 1217 году была создана более упорядоченная структура правительства во главе с королём, которая смогла положить конец постоянным восстаниям. Последним эпизодом эпохи гражданских войн стало подавление восстания ярла Скуле Бордссона в 1240 году.

## События эпохи гражданских войн

### Предыстория и причины
Эпохе гражданских войн предшествовал продолжительный период борьбы за власть между представителями династии Хорфагеров, королями Дании, ярлами Ладе и другими претендентами на престол. Еще при жизни объединившего Норвегию под своей властью Харальда I Прекрасноволосого его сыновья (Эйрик I Кровавая Секира, Олаф Харальдссон Гейрстадальф, Бьёрн Мореход и др.) вели борьбу за власть, которая продолжилась при их детях — внуках Харальда. Со второй половины X века в норвежские междоусобицы активно вмешивались датские короли Харальд I Синезубый, Свен I Вилобородый и Кнуд Великий, а также хладирские ярлы Хакон Могучий, Эйрик Хаконссон и Свейн Хаконссон. Лишь с 1035 года в Норвегии окончательно установилась власть Хорфагеров, которая со времен правления Харальда Сурового передавалась по прямой линии, от Харальда она перешла к Олафу Тихому, затем — Магнусу Голоногому и к его детям — Олафу, Эйстейну и Сигурду Крестоносцу.
Военный конфликт был привычным способом решения вопроса о борьбе за власть. Однозначных законов о престолонаследии не существовало. Основным критерием для выбора достойного кандидата на трон было родство с Харальдом Прекрасноволосым по мужской линии — законность происхождения при этом не играла роли.
Король Сигурд I Крестоносец изначально делил власть со своими братьями, Эйстейном I и Олафом Магнуссоном, но их совместное правление было относительно мирным. После того, как оба брата скончались бездетными, Сигурд стал единственным правителем. После его смерти единоличная власть перешла к Магнусу Слепому, который прославился жестокостью, жадностью и грубостью, что спровоцировало его противников искать альтернативу. Еще в 1127 году в Норвегии объявился Харальд Гилли, объявивший себя сыном Магнуса III и, таким образом, братом Сигурда Крестоносца и дядей Магуса Слепого. Харальд подтвердил своё право, пройдя ордалии (испытание огнем), обычное доказательство того времени, и Сигурд признал его своим братом. Однако, Харальд дал клятву, что не будет претендовать на титул короля пока живы Сигурд и его сын.

### Наследники Сигурда Крестоносца

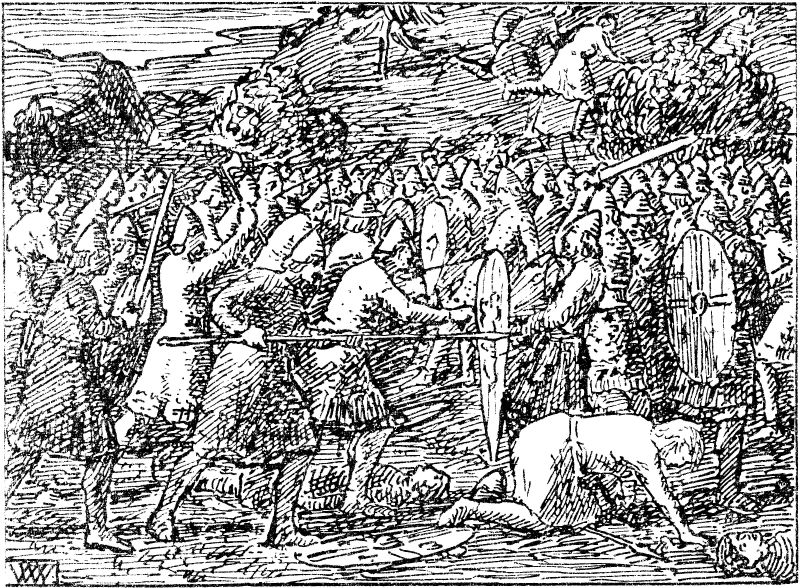
Битва при Минне (1137) между войсками Сигурда Слембе и Инге Харальдссона, иллюстрация Вильгельма Ветлесена в издании «Круга Земного» 1899 года

После смерти Сигурда в 1130 году из-за жестокости и недоброжелательности Магнуса Слепого Харальд Гилли, имевший большую поддержку со стороны противников Магуса, нарушил свою клятву и высказал претензии на трон. Было заключено соглашение, по которому Магнус и Харальд становились королями-соправителями. Мир между ними продлился до 1134 года, когда разгорелась открытая война. В 1135 году Харальд победил и захватил Магнуса в Бергене. Магнус был ослеплён, кастрирован, изувечен и заточён в монастырь. После этого он и получил прозвище Слепой.

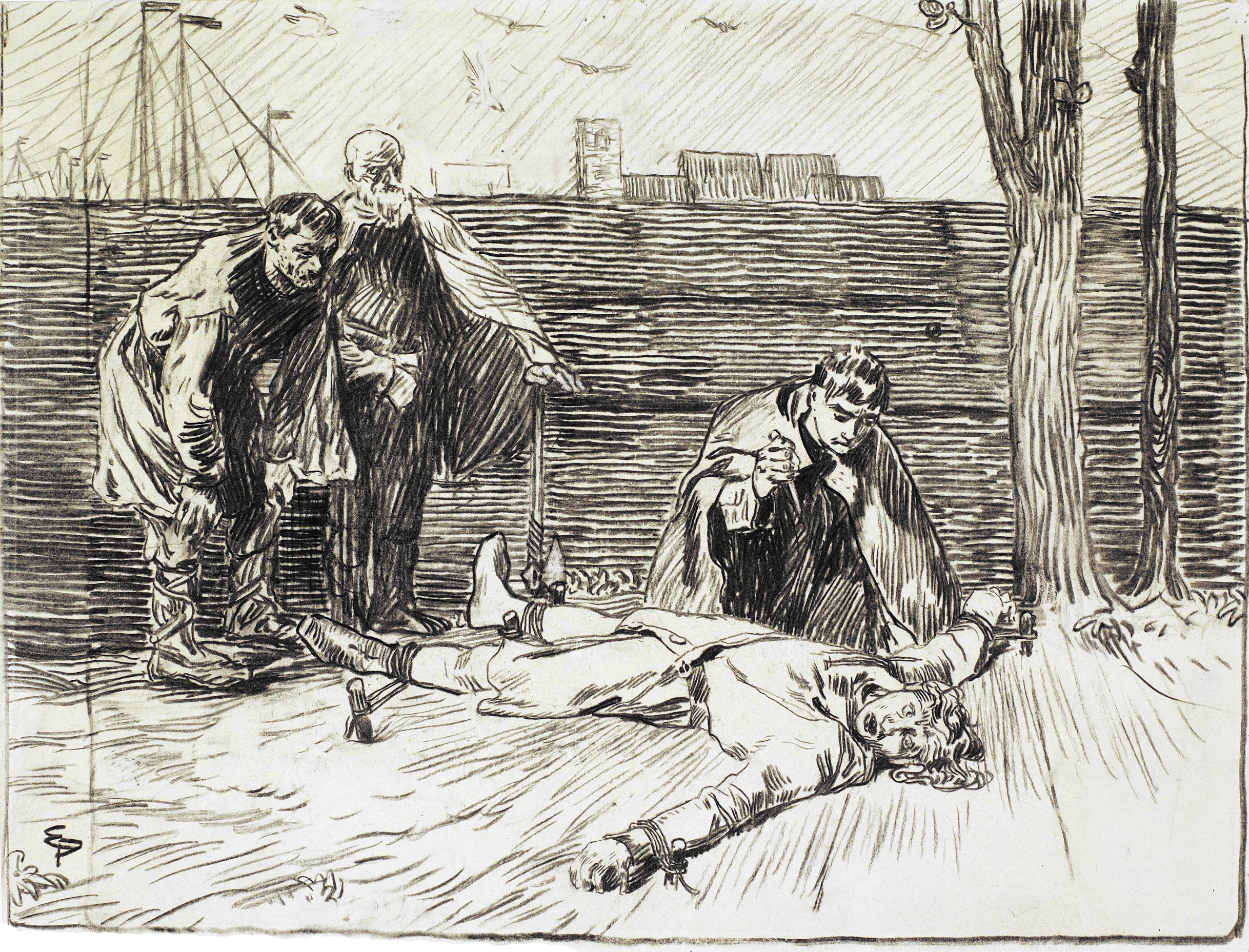
Рабы калечат и издеваются над Магнусом IV Слепым, иллюстрация Эйлифа Петерссена в издании «Круга Земного» 1899 года

В это время из Шотландии прибыл еще один человек, называвший себя сыном Магнуса Голоногого (и, соответственно, братом Харальда Гилли и покойного Сигурда Крестоносца), Сигурд Слембе. Он утверждал, что подтвердил свои права, пройдя испытание огнём в Дании, но Харальд Гилли не признал его своим братом. В 1136 году Сигурд убил Харальда в его ставке в Бергене и провозгласил себя королём. Сторонники убитого не признали Сигурда Слембе и возвели на престол двух малолетних сыновей Харальда Сигурда Мунна и Инге Горбатого. Сигурд Слембе освободил Магнуса Слепого из монастыря и заключил с ним союз. Война между коалицией Сигурда Слембе и Магнуса Слепого со сторонниками и сыновьями Харальда Гилли продолжалась до 1139 года, когда Магнус и Сигурд были разбиты в битве при Валере. Магнус погиб в бою, а Сигурд был взят в плен и замучен до смерти.

### Правление сыновей Харальда Гилли
Совместное правление Сигурда Мунна и Инге Горбатого было мирным до тех пор, пока они оба были детьми. В 1142 году в Норвегию с запада прибыл родившийся в Шотландии сын Харальда Гилли Эйстейн Харальдсон, претендовавший на часть отцовского наследства. Он получил королевский титул и треть королевства. Трое братьев правили в мире до 1155 года. Согласно сагам, Эйстейн и Сигурд Мунн строили планы по смещению своего брата Инге и разделу его части королевства между собой. Под влиянием своей матери Ингрид Рагнвальдсдоттир и лендрмана Грегориуса Дагссона, Инге решил нанести первый удар на встрече трёх королей в Бергене. Люди Инге напали и убили Сигурда Мунна, пока Эйстейн был в пути. Затем Инге и Эйстейн заключили непростое соглашение, но его условия соблюдались недолго, вскоре началась открытая война, в которой Эйстейн был взят в плен и убит в Бохуслене в 1157 году. Вопрос о том, отдал ли Инге приказ об убийстве брата, остаётся неясным. Сторонники погибших братьев Эйстейна и Сигурда Мунна не перешли на сторону Инге и вместо этого выбрали нового претендента на трон, сына Сигурда Мунна Хакона Широкоплечего. Это стало первым признаком нового этапа гражданских войн: противоборствующие партии теперь не просто объединялись вокруг короля или претендента на трон, но оставались вместе после падения своего лидера и выбирали нового главу, тем самым обозначив возникновение более прочно организованных сил. Несмотря на то, что Хакону в 1157 году было лишь 10 лет, его сторонники провозгласили его королём и продолжили борьбу с Инге. В 1161 году они разгромили и убили Инге в битве при Осло.

### Магнус Эрлингссон и вмешательство церкви

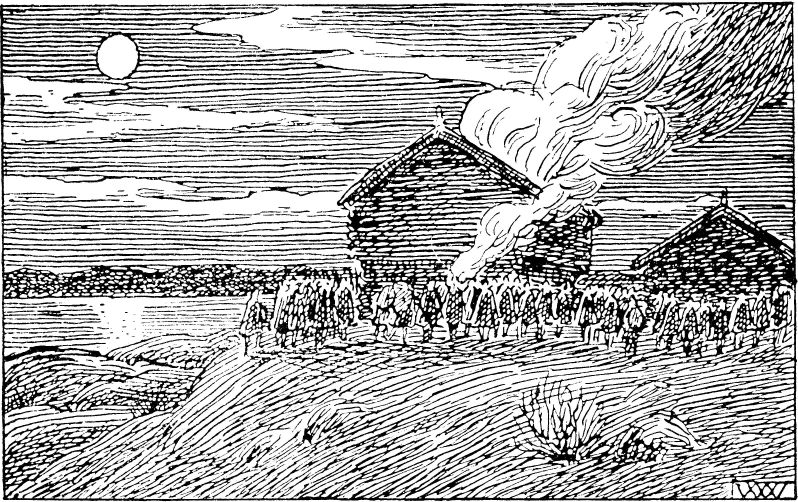
Эрлинг Скакке поджигает дом сторонника претендента на престол Сигурда Воспитанника Маркуса, иллюстрация Вильгельма Ветлесена в издании «Круга Земного» 1899 года.

Сторонники Инге поступили так же, как и их противники четырьмя годами ранее, и вместо того чтобы признать Хакона, выбрали нового претендента. Их выбор пал на пятилетнего Магнуса Эрлингссона, сына влиятельного лендрмана Эрлинга Скакке и его жены Кристины, дочери короля Сигурда Крестоносца. В 1162 году сторонники Эрлинга разгромили и убили Хакона II в битве при Секкене в Ромсдальсфьорде. Через год после этого, после битвы при Ре в Бергене был убит еще один сын Сигурда Мунна, Сигурд Воспитанник Маркуса.
Партия Эрлинга и Магнуса Эрлингссона произвела радикальный переворот в традиционной, сложившейся при Харальде Прекрасноволосом системе престолонаследия, предусматривавшей передачу власти в роду Хорфагеров по мужской линии. Магнус же был наследником Сигурда Крестоносца только по материнской линии. Чтобы сгладить этот недостаток, партия Эрлинга и Магнуса заключила союз с католической церковью и ввела новое правило: отныне король должен был быть рождён в законном браке. Прежний лидер партии Инге Горбатый был единственным законным сыном Харальда Гилли, а король Магнус Эрлингссон был законным сыном Эрлинга и Кристины Сигурдсдоттир. Союз с церковью, которая недавно укрепила свою структуру после создания отдельного норвежского архидиоцеза в Нидарусе в 1152 году, стал важным достижением для Эрлинга и Магнуса. В 1163 году в Бергене семилетний Магнус Эрлингссон стал первым коронованным королём Норвегии. Кроме того было введено записанное право наследования, согласно которому престол мог наследовать только старший из законнорожденных сыновей. В следующее десятилетие система, при которой Мангус Эрлингссон был королём, а Эрлинг Скакке фактическим правителем страны, казалась надёжной. Эрлинг беспощадно подавлял любое возможное соперничество со стороны сына. Он также заключил союз с датским королём Вальдемаром I, и, согласно одним источникам, на некоторое время получил от него область Осло-фьорда в качестве лена. Однако, степень зависимости от Дании остается под вопросом.

### Возвышение биркебейнеров и король Сверрир

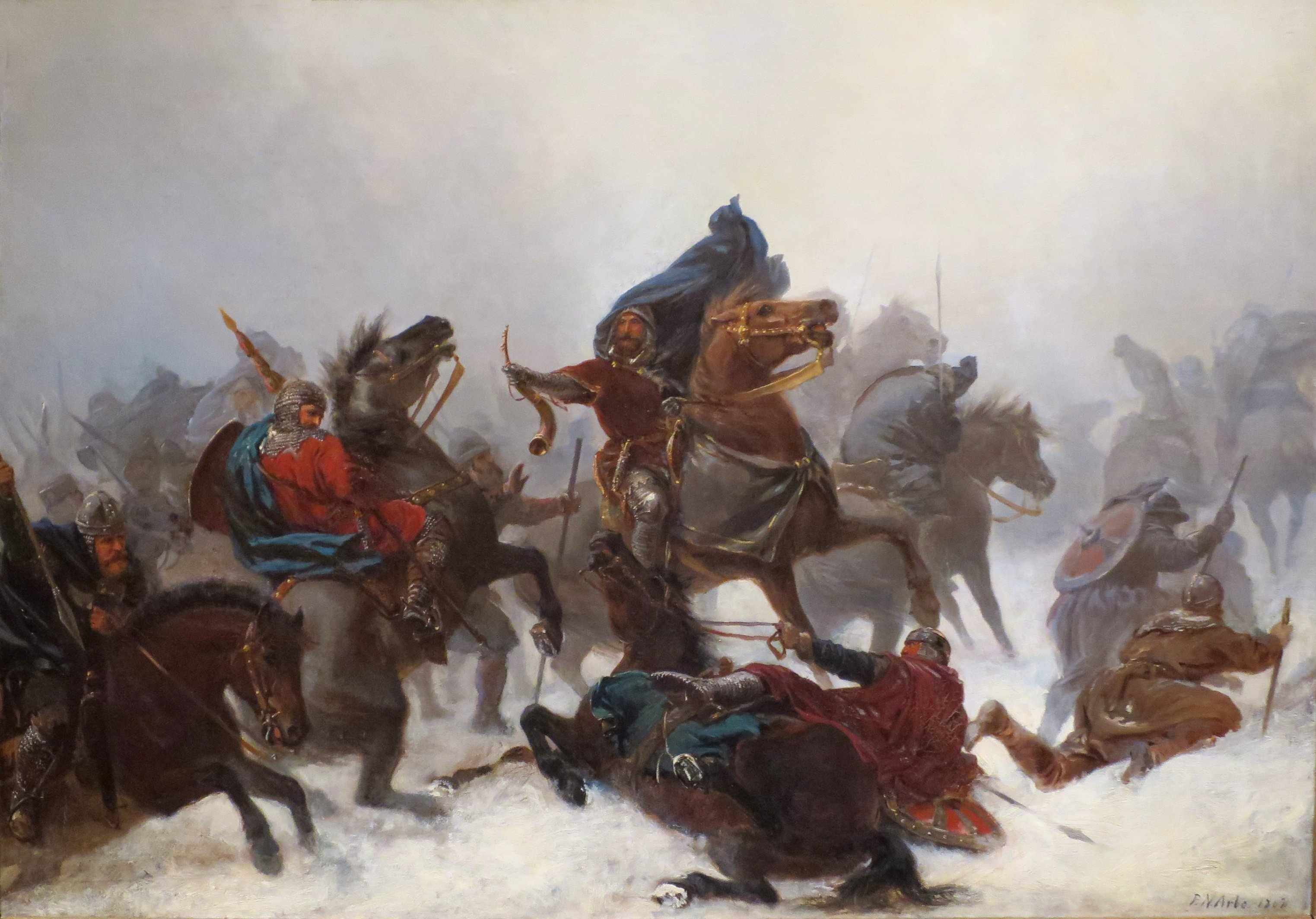
Переход короля Сверрира через горы в Воссе в 1177 году, картина Петера Николая Арбо

Основу сторонников Инге Горбатого, Эрлинга и Магнуса Эрлингссона составляли богатые землевладельцы и влиятельные церковники. Оппозицию им составляли мелкие землевладельцы (бонды), а также крестьяне и прочая беднота. Сложившаяся оппозиционная партия получила название биркебейнеров, то есть «берёзовоногих» (или «лапотников»), поскольку некоторые из них были настолько бедны, что носили лапти или вовсе обёртывали ноги вместо обуви берёстой. В 1174 году биркебейнеры объединились против Магнуса Эрлингссона, избрав претендентом на престол юного Эйстена Эйстенссона, незаконнорожденного сына Эйстейна II Харальдссона, но тот был убит людьми короля Магнуса и Эрлинга в битве при Ре в 1177 году. После этого новым лидером партии стал Сверрир Сигурдссон, прибывший в Норвегию с Фарерских островов и объявивший себя короля Сигурда Мунна. Его претензии подвергались сомнению многими современниками и большинством современных историков. Однако, возглавив биркебейнеров, он проявил себя как лидер и полководец, объединив всех недовольных правлением Эрлинга Скакке и короля Магнуса.
Некоторые материалисты среди современных историков пытаются представить борьбу партии биркебейнеров против Эрлинга и Магнуса как форму классовой борьбы. Однако степень, в которой люди Сверрира представляли собой обездоленные слои населения, остаётся спорной. Очевидно, что большая часть лендрманов — знати того времени — была на стороне Магнуса, но Сверрир также быстро привлёк нескольких из них на свою сторону. В любом случае, биркебейнеры не пытались изменить общественный строй и не боролись за расширение прав бедноты — они всего лишь сами пытались очутиться наверху.
В 1179 году Сверрир одержал важную победу в битве при Кальвскиннете в окрестностях Нидаруса, в которой был убит Эрлинг Скакке. С этого времени регион Трёнделага с центром в Нидарусе стал оплотом биркебейнеров. Король Магнус продолжил борьбу после смерти отца и отклонил несколько предложений от Сверрира о разделе королевства между ними. «Сага о Сверрире», написанная его сторонниками, повествует о том, что Магнус был популярен среди простых людей, и Сверриру всё сложнее было бороться с ним. Война между Сверриром и Магнусом продолжалась несколько лет, и одно время Магнус искал убежища в Дании. В заключительной битве при Фимрейте в Согне-фьорде в 1184 году Магнус погиб, а Сверрир одержал окончательную победу.
Сверрир Сигурдссон правил Норвегией до 1202 года, но оказался неспособен добиться долгого мира. Церковь и богатые землевладельцы оказались в оппозиции и продолжали борьбу со Сверриром на протяжении всего его правления. В 1194 году бежавший из страны архиепископ Эйрик Иварссон добился разрешения папы на отлучение Сверрира от церкви, а также призвал епископов, оставшихся в стране, последовать за ним в Данию, что они и сделали. Сверрир смог заставить епископа Осло Николаса Арнессона, одного из своих сильнейших соперников, короновать себя в Бергене (1194), но уже в 1198 году новоизбранный папа Иннокентий III наложил на Норвегию интердикт (временный запрет на все церковные действия). Хотя Сверрир подделал письма, в которых утверждалось, что его отлучение было отменено, в действительности он оставался отлучённым до конца жизни.
Противники Сверрира и партии биркебейнеров объединились в партию баглеров (от слова bagall — «епископский жезл»). Ее лидерами были богатейшие землевладельцы и оппозиционные Сверриру епископы. Баглеры стали наследниками так называемой партии «кувлунгов», которая выдвинула кандидатом на престол Йона Кувлуга, внебрачного сына Инге Горбатого (даже несмотря на то, что церковь поддержала ранее закон о том, что король должен быть рожден в законном браке). До вступления в гражданскую войну Йон был монахом (прозвище Кувлунг означало «монашеский плащ»). В 1185 году сторонники Йона захватили Осло и провозгласили его королем. Далее кувлунги захватили Тронхейм, но закрепить свои успехи не смогли. Йон погиб в битве при Бергене в 1188 году. Новый претендент у партии появился в 1193 году, им стал Сигурд Магнуссон, сын Магнуса Эрлингссона. Восстание в его поддержку было начато ярлом Харальдом Маддадссоном и лендрманом Халкьеллем Йонссоном в Шотландии и на Оркнейских островах, в Норвегии его поддержал епископ Осло Николас Арнессон. В 1194 году восстание завершилось разгромом восставших при Флорваге в окрестностях Бергена и гибелью Сигурда Магнуссона.
В 1196 году баглеры во главе с епископом Николасом Арнессоном избрали нового претендента на власть, брата погибшего Сигурда Инге Магнуссона. Также баглеры пользовались поддержкой датских войск. Партия продолжала ориентироваться на юг страны и город Осло, где они и закрепились, в то время, как Сверрир Сигурдссон отступил в Тронхейм, а весной 1197 года нанес баглерам поражение возле города Вике, но те ответили в январе следующего года, взяв Нидарос (Тронхейм), а затем победили королевские войска в морском сражении в Трёнделаге и позже заняли Берген. Сверрир смог контратаковать, разбив вражеский флот на озере Строндафьорд и захватив в 1200 году южную Норвегию.
Таким образом, ситуация сложилась в пользу Сверрира. Успехи отца развил сын, Хакон Сверрессон, который сумел примириться с церковными лидерами и даже переманить нескольких из них на свою сторону. Это оставило Инге Магнуссона без поддержки. Более того, в 1202 году перебежчики схватили Инге и выдали его Хакону, в результате чего претендент от баглеров был казнен. Поддержавшие Хакона епископы добились снятия с Норвегии папского интердикта.

### Второй этап войны баглеров и биркебейнеров: соглашение в Квитсёй
Новый этап войны начался после скоропостижной смерти Хакона Сверрессона в 1204 году. Королем стал малолетний Гутторм, внебрачный сын Сигурда Сверресона Лаварда и племянник Хакона Сверрессона. Это дало возможность баглерам возобновить борьбу — их войска при помощи сил датского короля Вальдемара II захватили Осло-фьорд и провозгласили королем Эрлинга Магнуссона Стейнвегга, внебрачного сына Магнуса Эрлингссона, брата Сигурда и Инге Магнуссонов. Возвышению баглеров способствовала совершенно неожиданная кончина пятилетнего Гутторма Сигурдссона. Власть фактически оказалась в руках баглеров.
Биркебейнерам было нужно срочно выбрать нового короля. Большая часть бондов поддержала кандидатуру Хокона Безумного, внука по материнской линии Сигурда Мунна и регента при Гутторме I (некоторые подозревали Хокона в причастности к скоропостижной кончине Гутторма). Несмотря на поддержку, против Хокона выступил архиепископ Эйрик Иварссон Слепой. Прямых наследников по мужской линии у Сверрира не осталось, поэтому претендента пришлось выбирать из родственников по женской линии. В итоге биркебейнеры провозгласили королем Инге Бордссона, сына Сесилли Сигурдсдоттир, дочери короля Сигурда Мунна (Инге Бордссон приходился сводным братом Хокону Безумному). Хокон, тем не менее, остался при власти — он сохранил титул ярла, был назначен верховным главнокомандующим, а также ему была передана половина королевских доходов. В последующие годы Хокон Безумный во главе войск Инге II он вел борьбу с баглерами под командованием Эрлинга Стейнвегга. В 1207 году Стейнвегг скончался, и власть снова сосредоточилась в руках биркебейнеров.
Наследником Эрлинга стал Филипп Симонссон, племянник короля Инге Горбатого по женской линии (его мать Маргарет Арнодотир была сводной сестрой Инге Горбатого). Оплотом баглеров оставался Осло-фьорд (и южная Норвегия), а биркебейнеров — Трёнделаг (и западная Норвегия), но стычки периодически проходили по всей стране. В итоге норвежские епископы, находившиеся на обеих сторонах конфликта, смогли прийти к соглашению между двумя на встрече в Квитсёй в 1208 году. Под контроль короля от баглеров Филиппа Симонссона перешла восточная Норвегия, но он отказывался от использования королевского титула, тем самым король от биркебейнеров Инге оставался единственным правителем всей страны. На деле Филипп продолжал именовать себя королём до смерти, но мир между баглерами и биркебейнерами сохранялся до 1217 года.

### Примирение между баглерами и биркебейнерами

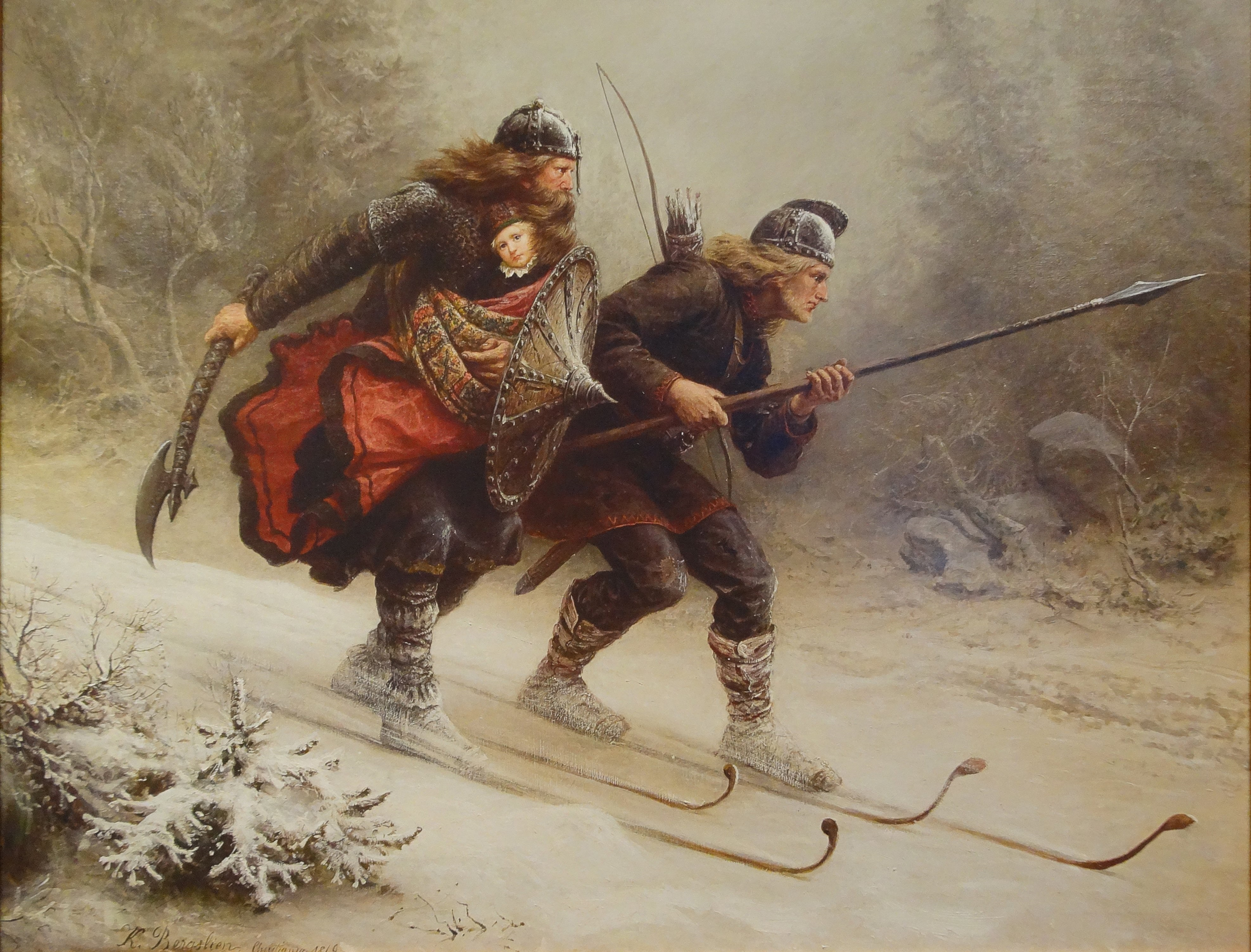
Юного Хакона Хаконссона перевозят, чтобы спасти от врагов, картина К. Бергслина (1869)

В 1217 году умер король Инге Бордссон. Биркебейнеры, опасаясь остаться без вождя в случае нападения баглеров, выбрали новым королём 13-летнего Хакона Хаконссона, посмертного незаконнорожденного сына Хакона III и внука Сверрира Сигурдссона. Его регентом и командующим армией стал ярл Скуле Бордссон, сводный брат покойного короля Инге Бордссона. Скуле, как брат бывшего короля, сам имел претензии на трон, однако на время удовлетворился ролью главнокомандующего, став, фактически, самым могущественным человеком в королевстве. Когда в том же году умер лидер баглеров Филипп Симонссон, Скуле решил положить конец вражде партий. Он убедил баглеров не выбирать нового короля. Вместо этого они официально распустили свою партию и присягнули в верности Хакону Хаконссону, таким образом положив конец почти вражде и положив начало объединению королевства.
Тем не менее, не все баглеры согласились с подобным исходом. В восточной Норвегии, где они пользовались большой поддержкой, вспыхнуло восстание во главе с Сигурдом Эрлингссоном Рибунгом, сыном Эрлинга Стейнвегга. Борьба Риббунга против войск Хакона и Скуле Бордссона продолжалась до 1226 года. При этом, Риббунг в 1223 году решил прекратить восстание и сдаться Скуле Бордссону, но через несколько лет, когда власть короля Хакона начала усиливаться, он бежал из плена и продолжал восстание до своей смерти. После смерти Риббунга восстание восточнонорвежских баглеров продолжил Кнут Хоконссон, сын ярла Хокона Безумного, но в 1227 году его войска были разбиты, после чего Кнут подписал соглашение с королем Хаконом III. Так вражда баглеров и биркебейнеров закончилась.

### Восстание Скуле Бордссона
Несмотря на то, что война между двумя партиями кончилась в 1227 году, последним эпизодом эпохи гражданских войн считают восстание ярла Скуле Бордссона, произошедшее в 1240 году. Ярл Скуле, который изначально был фактическим соправителем короля Хакона Хаконссона и командовал его армиями, с годами все больше терял власть, которая переходила в руки взрослеющего Хакона. Избрание Хакона королем считалось, в какой-то степени, временной мерой — оно было нужно партии биркебейнеров, чтобы остаться у власти и не допустить ее перехода к баглерам. В глазах Скуле, также родственника королей, избрание Хакона воспринималось как временное решение. Вопрос об избрании нового короля несколько раз поднимался — например, в 1223 году в Бергене состоялся тинг, на котором присутствовали пять претендентов на королевский престол, включая Скуле Бордссона. Тогда верховную власть сохранил Хакон Хаконссон, а Скуле получил во владение Трёнделаг, бывший ранее центром партии биркебейнеров. Свое положение Скуле упрочил, выдав за короля свою дочь Маргрете Скулесдоттер. В 1237 году Скуле первым в Норвегии получил европейский феодальный титул герцога.
Но с годами Хакон Хаконссон стал брать в руки все больше власти, стремясь к единоличному правлению, не советуясь со Скуле Бордссоном. Последнего это не устраивало, поэтому в 1239 году он поднял восстание против Хакона, собрал эйратинг в Тронхейме и был провозглашен конунгом (королем), более того, сумел победить королевские войска в битве при Локи, однако в следующем году был разбит войсками Хакона при Осло. Что примечательно, восстание Скуле поддержал его союзник в Исландии, влиятельный политик, составитель саг и законоговоритель Снорри Стурлусон, который позднее был за это убит. 24 мая 1240 года ярл Скуле Бордссон был сожжен в монастыре Эльгесетер в Тронхейме, где он прятался от войск Хакона. С его смертью гражданские войны в Норвегии окончательно завершились.

## Взгляды на эпоху гражданских войн

### Мнения современников
Гражданские войны и раздоры в королевской династии были обычным делом в Средние века в Норвегии, как и в других странах Европы. Тем не менее, существуют свидетельства, что современники относились к этому времени как к особому, отличающемуся от предыдущего. Монах Теодорик, который писал историю Норвегии на латыни ок. 1180 года, заканчивает свой труд смертью короля Сигурда Крестоносца в 1130 году, полагая следующее:
«…совершенно неуместно описывать последующие преступления, убийства, лжесвидетельства, отцеубийства, осквернения святых мест, богохульства, грабежи духовенства и простых людей, похищения женщин и другие гнусности, которые слишком долго перечислять»
Английский историк Вильям Ньюбургский в самом конце XII века описывал Норвегию следующим образом:
«…уже более века, хотя короли сменяются здесь стремительно, ещё ни один из них не умер от старости или болезни, но все они погибали от меча, оставляя величие империи своим убийцам как законным наследникам, поэтому поистине выражение „Ты убил, и ещё вступаешь в наследство?“ (3Цар. 21:19) может относиться ко всем, кто правил тут столь долгое время.»

### Современные взгляды
Современные историки выдвигают различные версии и объяснения эпохи гражданских войн. Источники того времени, саги, слишком подчеркивают личные мотивы конфликтов — войны происходили из-за борьбы различных людей за трон. Запутанное право наследования и практика разделения власти между несколькими правителями одновременно, приводили к тому, что личные конфликты перерастали в полномасштабные войны. Не так давно историк Нарве Бьёрго предположил, что практика разделения власти была хорошим способом управления королевством в начальный период после объединения, а стремления к централизации и унитарности были важными факторами возникновения войн. Эдвард Булл также подчеркивал вражду жителей различных областей как причину войн, ссылаясь на тот факт, что разные претенденты часто находили поддержку в определённых районах страны. Также важным являлось вмешательство внешних сил: датских и в меньшей степени шведских королей, которые всегда были готовы оказать поддержку той партии, которая на их взгляд способствовала увеличению их собственного влияния, в частности в области Ослофьорд.
Популярным объяснением в ранней норвежской историографии (кон. XIX — нач. XX веков) служил конфликт между королевской властью и аристократией (лендманнами). В соответствии с этим взглядом такие историки, как П. А. Мунк, Й. Е. Сарс и Густав Сторм, считали, что аристократы рассматривали короля как средство их управления страной. Следовательно, они поддерживали слабых королей, но в конце концов потерпели поражение от сильного короля Сверре. Подобным образом объяснялось вмешательство Церкви. Эти версии не подтвердились, когда стало ясно, что лендманны в равной степени поддерживали обе стороны, причём до и после короля Сверре. Собственно Сверре сам привлёк некоторых лендманнов на свою сторону. Кнут Хелле подчеркивает, сколь большую работу проделала Церковь после смерти Сверре, чтобы добиться примирения между двумя партиями и стабильности.
К середине XX в. в норвежской историографии стал популярен материалистический подход. Его сторонники, например, Эдвард Булл и Андреас Холмсен, искали экономические и социальные причины гражданских войн. Они считали, что в XII веке норвежское общество стало социально расслаиваться, многие самостоятельные крестьяне превратились в арендаторов, в то время как лендманны и Церковь стали крупными землевладельцами. Это породило конфликт, который привёл к гражданским войнам. Они также считали, что отдельные регионы (такие как Трёнделаг и внутренние части восточной Норвегии) были более однородными и поэтому противостояли более социально расслоенным регионам. Эти попытки объяснить события как форму классовой борьбы не нашли значительного подтверждения в источниках. Оказалось невозможным эмпирически доказать, что в тот период усилилось социальное расслоение. Недавние исследования показывают, что скорее это было не так. Кнут Хелле подчеркивает неуклонное усиление королевской власти на протяжении всего периода гражданских войн. К концу войн возобладала идея унитарного королевства (в противоположность практике разделения государства), начала создаваться централизованная администрация, усилилась королевская власть и соответственно король смог сдерживать региональные и социальные конфликты, не давая им перерасти в открытое противостояние. С этой точки зрения гражданские войны стали последним этапом объединения Норвегии в единое государство.